# Verein für Leibesübungen Wolfsburg 2023-2024 (femminile)
Questa voce raccoglie le informazioni riguardanti la squadra femminile del Verein für Leibesübungen Wolfsburg nelle competizioni ufficiali della stagione 2023-2024.

## Stagione
Nella stagione 2023-2024 il Wolfsburg, allenato da Tommy Stroot, concluse il campionato di Frauen Bundesliga al 2º posto ottenendo l'accesso per la UEFA Women's Champions League 2024-2025. In Coppa di Germania il Wolfsburg ha raggiunto la finale con il Bayern Monaco che vince con il risultato di 2-0. In Champions League fu inaspettatamente eliminato già al secondo turno di qualificazione dalle francesi del Paris FC.

## Divise e sponsor
Le divise presentavano la stessa grafica della squadra maschile del Wolfsburg. Lo sponsor tecnico, per la stagione 2023-2024, è Nike, mentre lo sponsor ufficiale che compare sulle divise rimane lo storico Volkswagen, marchio della multinazionale Volkswagen AG, proprietaria del club.
| Casa |  | Trasferta |

## Organigramma societario
Come da sito ufficiale, aggiornato al 28 aprile 2024.
Area tecnica
- Allenatore: Tommy Stroot
- Allenatrici in seconda: Sabrina Eckhoff, Laura Vetterlein, Eva-Maria Virsinger
- Preparatori dei portieri: Martin Schulz, Alisa Vetterlein
- Analista: Gerhard Waldhart
- Direttore sportivo: Ralf Kellermann

## Rosa
Rosa, ruoli e numeri di maglia tratti dal sito ufficiale, aggiornati al 28 aprile 2024.
| N. |                        | Ruolo | Calciatrice               |
| -- | ---------------------- | ----- | ------------------------- |
| 1  | Germania (bandiera)    | P     | Merle Frohms              |
| 2  | Paesi Bassi (bandiera) | D     | Lynn Wilms                |
| 3  | Slovenia (bandiera)    | D     | Sara Agrež                |
| 4  | Germania (bandiera)    | D     | Kathrin Hendrich          |
| 5  | Germania (bandiera)    | C     | Lena Oberdorf             |
| 6  | Paesi Bassi (bandiera) | D     | Dominique Janssen         |
| 7  | Germania (bandiera)    | C     | Chantal Hagel             |
| 8  | Germania (bandiera)    | C     | Lena Lattwein             |
| 9  | Polonia (bandiera)     | A     | Ewa Pajor                 |
| 10 | Germania (bandiera)    | C     | Svenja Huth               |
| 11 | Germania (bandiera)    | A     | Alexandra Popp (capitano) |
| 14 | Spagna (bandiera)      | D     | Nuria Rabano Blanco       |
| 15 | Ungheria (bandiera)    | D     | Diána Németh              |
| 16 | Germania (bandiera)    | D     | Camilla Küver             |

| N. |                        | Ruolo | Calciatrice         |
| -- | ---------------------- | ----- | ------------------- |
| 17 | Germania (bandiera)    | C     | Kristin Demann      |
| 19 | Paesi Bassi (bandiera) | A     | Fenna Kalma         |
| 21 | Svezia (bandiera)      | A     | Rebecka Blomqvist   |
| 22 | Germania (bandiera)    | P     | Lisa Schmitz        |
| 23 | Islanda (bandiera)     | C     | Sveindis Jonsdottir |
| 24 | Germania (bandiera)    | D     | Joelle Wedemeyer    |
| 25 | Germania (bandiera)    | A     | Vivien Endemann     |
| 27 | Svizzera (bandiera)    | C     | Riola Xhemaili      |
| 28 | Germania (bandiera)    | A     | Tabea Sellner       |
| 29 | Germania (bandiera)    | C     | Jule Brand          |
| 30 | Germania (bandiera)    | P     | Anneke Borbe        |
| 31 | Germania (bandiera)    | D     | Marina Hegering     |
| 32 | Germania (bandiera)    | P     | Kiara Beck          |

## Calciomercato

### Sessione estiva
| Acquisti | Acquisti         | Acquisti              | Acquisti   |
| R.       | Nome             | da                    | Modalità   |
| -------- | ---------------- | --------------------- | ---------- |
| P        | Anneke Borbe     | Werder Brema          | definitivo |
| P        | Lisa Schmitz     | Montpellier           | definitivo |
| D        | Caitlin Dijkstra | Twente                | definitivo |
| D        | Camilla Küver    | Eintracht Francoforte | definitivo |
| D        | Nuria Rábano     | Barcellona            | definitivo |
| C        | Chantal Hagel    | Hoffenheim            | definitivo |
| C        | Riola Xhemaili   | Friburgo              | definitivo |
| A        | Vivien Endemann  | SGS Essen             | definitivo |
| A        | Fenna Kalma      | Twente                | definitivo |

| Cessioni | Cessioni             | Cessioni              | Cessioni    |
| R.       | Nome                 | a                     | Modalità    |
| -------- | -------------------- | --------------------- | ----------- |
| P        | Julia Kassen         | Friburgo              | definitivo  |
| P        | Katarzyna Kiedrzynek | Paris Saint-Germain   | definitivo  |
| D        | Caitlin Dijkstra     | Twente                | in prestito |
| C        | Pia-Sophie Wolter    | Eintracht Francoforte | definitivo  |
| C        | Jill Roord           | Manchester City       | definitivo  |
| A        | Pauline Bremer       | Brighton & Hove       | definitivo  |

### Sessione invernale
| Acquisti | Acquisti     | Acquisti    | Acquisti   |
| R.       | Nome         | da          | Modalità   |
| -------- | ------------ | ----------- | ---------- |
| D        | Diána Németh | Ferencváros | definitivo |

| Cessioni | Cessioni        | Cessioni               | Cessioni   |
| R.       | Nome            | a                      | Modalità   |
| -------- | --------------- | ---------------------- | ---------- |
| D        | Sara Agrež      | Colonia                | definitivo |
| D        | Felicitas Rauch | North Carolina Courage | definitivo |

## Risultati

### Frauen-Bundesliga

#### Girone di andata
| Arbitro: | Söder (Norimberga) |

|                                                        |           |  |
| Oberdorf 15’ Lattwein 22’ Sveindis Jane Jonsdottir 48’ | Marcatori |  |

| Arbitro: | Michel (Magonza) |

|                              |           |                                               |
| Freigang 9’ (rig.) Dunst 46’ | Marcatori | 28’ Popp 53’ Oberdorf 73’ Wedemeyer 84’ Pajor |

| Arbitro: | Heidenreich (Bad Schwartau) |

|           |           |  |
| Kalma 12’ | Marcatori |  |

| Arbitro: | Rafalski (Gudensberg) |

|  |           |                        |
|  | Marcatori | 38’ Pajor 84’ Endemann |

| Arbitro: | Breier (Zerf) |

|                             |           |                                 |
| Janssen 55’ (rig.) Popp 89’ | Marcatori | 18’ Memeti 45+1’ (aut.) Janssen |

| Arbitro: | Hussein (Bad Harzburg) |

|                       |           |              |
| Dallmann 29’ Bühl 37’ | Marcatori | 63’ Oberdorf |

| Arbitro: | Wildfeuer (Lützen) |

|                                          |           |  |
| Pajor 36’, 50’ Endemann 40’ Lattwein 60’ | Marcatori |  |

| Arbitro: | Weigelt (Lipsia) |

|                    |           |  |
| Kalma 7’ Pajor 40’ | Marcatori |  |

| Arbitro: | Wacker (Lehrensteinsfeld) |

|              |           |                                                          |
| Gerhardt 25’ | Marcatori | 21’ Huth 45+3’ (rig.) Janssen 53’ Endemann 85’ Wedemeyer |

| Arbitro: | Rafalski (Gudensberg) |

|             |           |  |
| Janssen 83’ | Marcatori |  |

| Arbitro: | Rafalski (Gudensberg) |

|                  |           |                                     |
| Purtscheller 51’ | Marcatori | 56’ Endemann 66’ Hegering 69’ Pajor |

#### Girone di ritorno
| Arbitro: | Hussein (Bad Harzburg) |

|              |           |          |
| Bragstad 73’ | Marcatori | 37’ Popp |

| Arbitro: | Schwermer (Ballenstedt) |

|                                                 |           |  |
| Johannes 57’ (aut.) Lattwein 86’ Endemann 90+3’ | Marcatori |  |

| Arbitro: | Breier (Zerf) |

|          |           |                                                                                 |
| Haim 12’ | Marcatori | 7’ Endemann 34’, 38’ Popp 36’, 71’ (rig.), 79’, 90+1’ Pajor 52’ Hagel 81’ Kalma |

| Arbitro: | Heidenreich (Bad Schwartau) |

|                                                         |           |  |
| Freigang 67’ Hegering 24’ Brand 40’, 89’ Jonsdottir 56’ | Marcatori |  |

| Arbitro: | Kost (Schwerte) |

|                                  |           |           |
| Krumbiegel 21’ Specht 70’ (rig.) | Marcatori | 88’ Brand |

| Arbitro: | Michel (Magonza) |

|  |           |                                              |
|  | Marcatori | 48’ Harder 57’ Bühl 76’ Schüller 87’ Stanway |

| Arbitro: | Diekmann (Essen) |

|              |           |                                          |
| Campbell 59’ | Marcatori | 24’ Oberdorf 27’, 31’ Pajor 62’ Xhemaili |

| Arbitro: | Westerhoff (Bochum) |

|          |           |                                                    |
| Muth 64’ | Marcatori | 71’ Popp 85’ (rig.) Janssen 88’ Endemann 89’ Pajor |

| Arbitro: | Duske (Leverkusen) |

|                                                 |           |              |
| Janssen 7’ Pajor 12’, 23’ Popp 36’ Endemann 80’ | Marcatori | 54’ Gerhardt |

| Arbitro: | Heidenreich (Bad Schwartau) |

|  |           |                                       |
|  | Marcatori | 41’ Oberdorf 83’ Jonsdottir 85’ Hagel |

| Arbitro: | Weigelt (Lipsia) |

|                                                        |           |  |
| Hagel 10’ Pajor 11’, 24’, 35’ Endemann 45+3’ Brand 83’ | Marcatori |  |

### DFB-Pokal
| Arbitro: | Herrmann (Amburgo) |

|  |           |                          |
|  | Marcatori | 45+3’ Oberdorf 57’ Brand |

| Arbitro: | Schwermer (Ballenstedt) |

|                                               |           |  |
| Popp 4’, 26’ Pajor 35’ Endemann 63’ Brand 84’ | Marcatori |  |

| Arbitro: | Wildfeuer (Lützen) |

|  |           |                                     |
|  | Marcatori | 27’ Brand 45+2’ Popp 90+3’ Endemann |

| Arbitro: | Breier (Zerf) |

|                                                                                                |           |  |
| Brand 14’ Pajor 16’ Endemann 37’, 51’, 82’ Janssen 66’ Jöster 70’ (aut.) Xhemaili 83’ Huth 89’ | Marcatori |  |

| Arbitro: | Schwermer (Ballenstedt) |

|  |           |                       |
|  | Marcatori | 14’ Brand 40’ Janssen |

### UEFA Women's Champions League

#### Qualificazioni
| Arbitro: | Vekkeli |

|                                   |           |                           |
| Thiney 8’ Bourdieu 16’ Dufour 44’ | Marcatori | 4’ Endemann 30’, 73’ Popp |

| Arbitro: | Olofsson |

|  |           |                       |
|  | Marcatori | 38’ Dufour 90’ Fleury |

## Statistiche

### Statistiche di squadra
| Competizione         | Punti | In casa | In casa | In casa | In casa | In casa | In casa | In trasferta | In trasferta | In trasferta | In trasferta | In trasferta | In trasferta | Totale | Totale | Totale | Totale | Totale | Totale | DR  |
| Competizione         | Punti | G       | V       | N       | P       | Gf      | Gs      | G            | V            | N            | P            | Gf           | Gs           | G      | V      | N      | P      | Gf     | Gs     | DR  |
| -------------------- | ----- | ------- | ------- | ------- | ------- | ------- | ------- | ------------ | ------------ | ------------ | ------------ | ------------ | ------------ | ------ | ------ | ------ | ------ | ------ | ------ | --- |
| Frauen Bundesliga    | 53    | 11      | 9       | 1       | 1       | 31      | 7       | 11           | 8            | 1            | 2            | 36           | 12           | 22     | 17     | 2      | 3      | 67     | 19     | +48 |
| DFB-Pokal der Frauen | -     | 2       | 2       | 0       | 0       | 14      | 0       | 3            | 3            | 0            | 0            | 7            | 0            | 5      | 5      | 0      | 0      | 21     | 0      | +21 |
| Champions League     | -     | 1       | 0       | 0       | 1       | 0       | 2       | 1            | 0            | 1            | 0            | 3            | 3            | 2      | 0      | 1      | 1      | 3      | 5      | -2  |
| Totale               | -     | 14      | 11      | 1       | 2       | 45      | 9       | 15           | 11           | 2            | 2            | 46           | 15           | 29     | 22     | 3      | 4      | 91     | 24     | +67 |

### Andamento in campionato
| Giornata  | 1 | 2 | 3 | 4 | 5 | 6 | 7 | 8 | 9 | 10 | 11 | 12 | 13 | 14 | 15 | 16 | 17 | 18 | 19 | 20 | 21 | 22 |
| --------- | - | - | - | - | - | - | - | - | - | -- | -- | -- | -- | -- | -- | -- | -- | -- | -- | -- | -- | -- |
| Luogo     | C | T | C | T | C | T | C | C | T | C  | T  | T  | C  | T  | C  | T  | C  | T  | T  | C  | T  | C  |
| Risultato | V | V | V | V | N | P | V | V | V | V  | V  | N  | V  | V  | V  | P  | P  | V  | V  | V  | V  | V  |
| Posizione | 3 | 2 | 1 | 1 | 1 | 2 | 2 | 2 | 2 | 1  | 1  | 2  | 2  | 2  | 2  | 2  | 2  | 2  | 2  | 2  | 2  | 2  |

Legenda:

Luogo: C = Casa; T = Trasferta. Risultato: V = Vittoria; N = Pareggio; P = Sconfitta.

### Statistiche delle giocatrici
| Giocatore       | Frauen-Bundesliga | Frauen-Bundesliga | Frauen-Bundesliga | Frauen-Bundesliga | DFB-Pokal der Frauen | DFB-Pokal der Frauen | DFB-Pokal der Frauen | DFB-Pokal der Frauen | UEFA Champions League | UEFA Champions League | UEFA Champions League | UEFA Champions League | Totale   | Totale | Totale      | Totale     |
| Giocatore       | Presenze          | Reti              | Ammonizioni       | Espulsioni        | Presenze             | Reti                 | Ammonizioni          | Espulsioni           | Presenze              | Reti                  | Ammonizioni           | Espulsioni            | Presenze | Reti   | Ammonizioni | Espulsioni |
| --------------- | ----------------- | ----------------- | ----------------- | ----------------- | -------------------- | -------------------- | -------------------- | -------------------- | --------------------- | --------------------- | --------------------- | --------------------- | -------- | ------ | ----------- | ---------- |
| S. Agrež        | 2                 | 0                 | 1                 | 0                 | -                    | -                    | -                    | -                    | -                     | -                     | -                     | -                     | 2        | 0      | 1           | 0          |
| K. Beck         | -                 | -                 | -                 | -                 | -                    | -                    | -                    | -                    | -                     | -                     | -                     | -                     | -        | -      | -           | -          |
| R. Blomqvist    | -                 | -                 | -                 | -                 | 1                    | 0                    | 0                    | 0                    | -                     | -                     | -                     | -                     | 1        | 0      | 0           | 0          |
| A. Borbe        | 0                 | 0                 | 0                 | 0                 | 0                    | 0                    | 0                    | 0                    | 0                     | 0                     | 0                     | 0                     | 0        | 0      | 0           | 0          |
| J. Brand        | 22                | 4                 | 3                 | 0                 | 5                    | 5                    | 1                    | 0                    | 2                     | 0                     | 0                     | 0                     | 29       | 9      | 4           | 0          |
| K. Brinkmann    | 1                 | 0                 | 0                 | 0                 | -                    | -                    | -                    | -                    | -                     | -                     | -                     | -                     | 1        | 0      | 0           | 0          |
| L. Damm         | 0                 | 0                 | 0                 | 0                 | -                    | -                    | -                    | -                    | -                     | -                     | -                     | -                     | 0        | 0      | 0           | 0          |
| K. Demann       | 6                 | 0                 | 0                 | 0                 | 3                    | 0                    | 0                    | 0                    | 0                     | 0                     | 0                     | 0                     | 9        | 0      | 0           | 0          |
| V. Endemann     | 21                | 9                 | 2                 | 0                 | 5                    | 5                    | 0                    | 0                    | 2                     | 1                     | 0                     | 0                     | 28       | 15     | 2           | 0          |
| M. Frohms       | 19                | -14               | 0                 | 0                 | 5                    | 0                    | 0                    | 0                    | -                     | -                     | -                     | -                     | 24       | -14    | 0           | 0          |
| C. Hagel        | 21                | 3                 | 1                 | 0                 | 4                    | 0                    | 0                    | 0                    | 1                     | 0                     | 0                     | 0                     | 26       | 3      | 1           | 0          |
| M. Hegering     | 17                | 2                 | 2                 | 1                 | 3                    | 0                    | 0                    | 0                    | 1                     | 0                     | 0                     | 0                     | 21       | 2      | 2           | 1          |
| K. Hendrich     | 20                | 0                 | 1                 | 0                 | 5                    | 0                    | 0                    | 0                    | 2                     | 0                     | 2                     | 0                     | 27       | 0      | 3           | 0          |
| S. Huth         | 20                | 1                 | 2                 | 0                 | 4                    | 1                    | 0                    | 0                    | 2                     | 0                     | 0                     | 0                     | 26       | 2      | 2           | 0          |
| D. Janssen      | 18                | 5                 | 1                 | 0                 | 5                    | 2                    | 0                    | 0                    | 2                     | 0                     | 1                     | 0                     | 25       | 7      | 2           | 0          |
| S.J. Jónsdóttir | 11                | 3                 | 1                 | 0                 | 2                    | 0                    | 0                    | 0                    | -                     | -                     | -                     | -                     | 13       | 3      | 1           | 0          |
| F. Kalma        | 20                | 3                 | 0                 | 0                 | 4                    | 0                    | 0                    | 0                    | 1                     | 0                     | 0                     | 0                     | 25       | 3      | 0           | 0          |
| C. Küver        | 3                 | 0                 | 1                 | 0                 | 2                    | 0                    | 0                    | 0                    | 1                     | 0                     | 0                     | 0                     | 6        | 0      | 1           | 0          |
| L. Lattwein     | 13                | 3                 | 0                 | 0                 | 2                    | 0                    | 0                    | 0                    | 2                     | 0                     | 0                     | 0                     | 17       | 3      | 0           | 0          |
| D. Németh       | 2                 | 0                 | 0                 | 0                 | 0                    | 0                    | 0                    | 0                    | -                     | -                     | -                     | -                     | 2        | 0      | 0           | 0          |
| N. Rábano       | 18                | 0                 | 1                 | 0                 | 4                    | 0                    | 2                    | 0                    | 0                     | 0                     | 0                     | 0                     | 22       | 0      | 3           | 0          |
| L. Oberdorf     | 17                | 5                 | 5                 | 0                 | 3                    | 1                    | 2                    | 0                    | 2                     | 0                     | 0                     | 0                     | 22       | 6      | 7           | 0          |
| E. Pajor        | 19                | 18                | 1                 | 0                 | 4                    | 2                    | 0                    | 0                    | 2                     | 0                     | 0                     | 0                     | 25       | 20     | 1           | 0          |
| A. Popp         | 19                | 7                 | 1                 | 0                 | 4                    | 3                    | 0                    | 0                    | 2                     | 2                     | 0                     | 0                     | 25       | 12     | 1           | 0          |
| F. Rauch        | 5                 | 0                 | 1                 | 0                 | 1                    | 0                    | 0                    | 0                    | 2                     | 0                     | 0                     | 0                     | 8        | 0      | 1           | 0          |
| L. Schmitz      | 4                 | -5                | 0                 | 0                 | 0                    | 0                    | 0                    | 0                    | 2                     | -5                    | 0                     | 0                     | 6        | -10    | 0           | 0          |
| T. Sellner      | -                 | -                 | -                 | -                 | -                    | -                    | -                    | -                    | -                     | -                     | -                     | -                     | -        | -      | -           | -          |
| J. Wedemeyer    | 18                | 2                 | 1                 | 0                 | 4                    | 0                    | 0                    | 0                    | 1                     | 0                     | 0                     | 0                     | 23       | 2      | 1           | 0          |
| L. Wilms        | 18                | 0                 | 2                 | 0                 | 4                    | 0                    | 0                    | 0                    | 2                     | 0                     | 0                     | 0                     | 24       | 0      | 2           | 0          |
| R. Xhemaili     | 12                | 1                 | 0                 | 0                 | 2                    | 1                    | 0                    | 0                    | 0                     | 0                     | 0                     | 0                     | 14       | 2      | 0           | 0          |